# سليمان بلالي
سليمان بلالي (بالإنجليزية: Suleiman Bilali) (مواليد 5 يونيو 1976) هو ملاكم كيني، مثّل بلاده في الألعاب الأولمبية الصيفية في دورتي 2000 و2008.

## روابط خارجية
سليمان بلالي على موقع بوكس ريك (الإنجليزية) (registration required)
- سليمان بلالي على موقع اللجنة الأولمبية الدولية (الإنجليزية)
- سليمان بلالي على موقع أوليمبيديا (الإنجليزية)